# Дикий Володимир Петрович
Володи́мир Петро́вич Ди́кий (15 лютого 1962, Червоноград, Львівська область — 28 липня 2021) — радянський та український футболіст, тренер. Майстер спорту (1982).

## Кар'єра
- «Карпати» Львів (1979—1981; вища ліга — 27 ігор, перша ліга — 61 гра, 10 голів)
- «Металіст» Харків (1982; вища ліга — 6 ігор, 2 голи)
- СКА «Карпати» (1983—1985; перша ліга — 74 матчі, 10 голів)
- «Нива» Тернопіль (1985; друга ліга — 19 матчів, 1 гол)
- «Нафтовик» Охтирка (1986; друга ліга — 9 ігор)
- «Волинь» Луцьк (1988—1996; друга ліга СРСР — 165 матчів, 64 голи; вища ліга України — 119 матчів, 23 голи)
- «Верес» Рівне (1996—1997; перша ліга — 36 ігор, 1 гол).

У Кубку України — 17 матчів, 5 голів (у «Вересі» — 2 гри).
Грав у юнацькій збірній СРСР (міжнародний турнір «Дружба», 1979 — 5 ігор, 1 гол, турнір УЄФА, 1980 — 2 матчі).
Один з найкращих бомбардирів «Волині» за всю історію команди — 93 гол у всіх турнірах. Рекордсмен «Волині» за кількістю голів за один сезон — 22 м'ячі (1989).
Тренував дублючий склад «Волині». Працював тренером ДЮСШ «Волині».